# North American P-51 Mustang
North American P-51 Mustang je bil ameriški lovec in lovski bombnik dolgega doleta med drugo svetovno vojno, v korejski vojni in pozneje tudi še v vietnamski vojni in drugih oboroženih spopadih. 

## Zasnova in uporaba
Zasnovali in izdelali so ga po britanski specifikaciji. Prototipni NA-73X so predstavili 9. septembra 1940, le 102 dneva po podpisu pogodbe, prvič je poletel 26. oktobra 1940. Mustang je bilo prvo lovsko letalo, pri katerem so uporabili krila z novim laminarnim profilom.
Mustang je bil sprva zasnovan za motor Allison V-1710, ki pa je imel na večjih višinah zelo omejene sposobnosti (brez tehnologije stiskanja zraka), ameriški dnevni bombniški napadi visoko letečih bombnikov pa so se odvijali ravno na teh višinah. V RAF-u ga uporabljali samo kot izvidniško letalo in kot lovski bombnik (Mustang Mk I). Angleži so mu tudi dali ime Mustang. Na britanski predlog so mu v različici P-51B in P-51C vgradili veliko boljši motor Rolls-Royce Merlin, ki je povsem spremenil Mustangove sposobnosti v višinah nad 4.500 m in mu zelo povečal zmogljivosti, primerljive z nemškimi lovci, zlasti Bf 109. Končni različici, P-51D in P-51K, sta bili opremljeni z motorjem Packard V-1650-7 (licenčni Packardov Merlin je imel povsem drugačno vpetje na trup kot britanski Merlin) z dvostopenjskim in z dvohitrostnim kompresorjem. Spoznamo ju po kapljičastem pokrovu kabine, ki je omogočal odlično vidljivost. Oborožen je bil s šestimi .50" (12,7 mm) Browningovimi strojnicami.
Od konca leta 1943 so v ameriški 8. zračni armadi za lovsko spremstvo bombnikov v napadih na nacistično Nemčijo uporabljali različico P-51B. Od sredine leta 1944 jo je v enotah postopoma začela nadomeščati različica P-51D. V 2. taktični zračni armadi RAF in v ameriški 9. zračni armadi so z Merlini opremljene Mustange uporabljali zlasti kot lovske bombnike. Pri tem se je pokazala njegova neprimernost za jurišnika za napade na tleh, saj je bil hladilni sistem motorja izredno ranljiv za zadetke. Uporaba Mustanga v obeh vlogah je pripomogla, da je v drugi polovici leta 1944 moč Luftwaffe znatno opešala. Nekateri menijo, da je k temu znatno pripomogla tudi uporaba letala P-47 Thunderbolt.
Rajhsmaršal Hermann Göring, vrhovni poveljnik nemške Luftwaffe, naj bi dejal: »Ko sem podnevi videl Mustange nad Berlinom, sem vedel, da je igre konec.« Veliko pred Mustangi so bili ponoči nad Berlinom že britanski Mosquiti, le da jih Göring zaradi teme ni videl.
P-51 je bil v uporabi tudi v zavezniških letalstvih v Sredozemlju in Severni Afriki, v omejenem številu tudi na pacifiškem bojišču proti Japonski. Piloti so v času druge svetovne vojne z Mustangi sestrelili 4.950 sovražnikovih letal, več so jih le s Hellcati.
Na začetku korejske vojne je bil Mustang glavni lovec Združenih narodov, dokler te vloge niso prevzeli reaktivni lovci prve generacije, zlasti F-86 Sabre. Po tem so Mustange uporabljali zlasti kot lovske bombnike. Kljub reaktivnim letalom je Mustang pri nekaterih letalstvih ostal v uporabi do vse zgodnjih 1980-ih let. Po zaključku 2. svetovne in korejske vojne so veliko letal predelali za civilno rabo, zlasti za hitrostne letalske tekme. Pozneje pa so jih vedno bolj obnavljali nazaj v veteranska letala za nastope na letalskih mitingih (Warbirds). Veliko neletečih primerkov pa je po letalskih muzejih širom po svetu.

## Letalo v medijih
Z Mustangi je bila, po prehodu s P-47 Thunderboltov, opremljena 332. lovska skupina, sestavljena iz Afroameričanov. O tej enoti je George Lucas leta 2012 posnel film Red Tails (Rdeči repi)

## Specifikacije (P-51D Mustang)
Pogon: propelersko letalo

Dolžina: 9,83 m

Razpon kril: 11,28 m

Višina: 4,08 m

Površina kril: 21,83 m²

Prazna teža: 3.465 kg

Polna teža: 4.175 kg

Največja vzletna teža: 5.490 kg

Motor: Packard V-1650 (licenca R-R Merlin)

Tip motorja: 12-valjni V tekočinsko hlajen motor

Moč motorja: 1.490 KM/1.111 kW 

Najvišja hitrost: 703 km/h (na višini 7.600 m)

Potovalna hitrost: 580 km/h

Minimalna vzgonska hitrost: 160 km/h

Dolet: 2.755 km (z dodatnimi rezervoarji)

Najvišja višina: 12.800 m

Hitrost vzpenjanja: 16,3 m/s

Oborožitev:
- 6× .50" (12,7mm) M2 Browning strojnice s skupaj 1.880 naboji
- 2× pritrdilni mesti za do 907 kg (2.000 lb) bomb
- 6× ali 10× T64 5" (127 mm) H.V.A.R nevodene rakete (od P-51D-25 in P-51K-10 dalje)